# Pierre Lemaitre
Pour les articles homonymes, voir Lemaitre.
Pierre Lemaitre, né le 19 avril 1951 à Paris, est un romancier et scénariste français.
Il reçoit le prix Goncourt en 2013 pour Au revoir là-haut et un César en 2018 pour son adaptation au cinéma.

## Biographie
Pierre Lemaitre passe sa jeunesse entre Aubervilliers et Drancy auprès de parents employés, qu'il situe politiquement « à gauche »,.
Psychologue de formation et autodidacte en littérature, il effectue une grande partie de sa carrière dans la formation professionnelle des adultes, leur enseignant la communication, la culture générale ou animant des cycles d'enseignement de la littérature à destination de bibliothécaires.
Il se consacre ensuite à l'écriture en tant que romancier et scénariste, vivant de sa plume à partir de 2006. Il assure chaque mois la rubrique Classiques et Cie dans Le Magazine littéraire jusqu'au changement de nom de ce magazine. De 2011 à 2013, il est administrateur de la Société des gens de lettres.
Après avoir quitté les environs d’Arles, plus exactement Fontvieille, il réside depuis 2023 dans l'agglomération de Périgueux.

## Œuvre
En 2010, Lemaitre aborde le thriller social avec Cadres noirs, qui met en scène un cadre au chômage qui participe à un jeu de rôle en forme de prise d'otages. Le livre est inspiré d'un fait divers réel survenu en 2005 à France Télévisions Publicité. En 2012, ce roman a fait l'objet d'une première adaptation cinématographique avec Manuel Boursinhac mais le projet ne voit pas le jour. En 2017, Pierre Lemaitre s'attelle à son adaptation sous forme de série pour Arte. La série s'appelle Dérapages et les six épisodes sont diffusés en 2020.
Stephen King le considère comme « un excellent auteur à suspense ».
En août 2013, Au revoir là-haut, marque, dans son œuvre, un important changement puisqu'il signe, cette fois, un roman picaresque (et non historique). En novembre 2013, le roman reçoit le prix Goncourt. Il est classé en tête par L'Express dans sa liste des best-sellers de l'année 2013 et adapté au cinéma par Albert Dupontel en 2017, sous le même titre.
En 2020, il affirme le rôle important de sa femme Pascaline dans son travail d'écrivain, lui faisant relire « tous ses manuscrits ».
Il publie chez Plon, un Dictionnaire amoureux du polar comprenant 250 entrées, de Ackroyd (Roger) à Wolfe (Nero).
En 2021, il publie Le Serpent Majuscule, son premier roman écrit en 1985 et qu'il n'avait jamais fait publier. Il annonce que ce roman sera son dernier roman noir.
En 2022, il poursuit son travail consistant, explique-t-il à « feuilleter le siècle » avec une tétralogie intitulée « Les années glorieuses » comprenant Le Grand Monde , qui est le troisième livre le plus vendu de l'année en France (335 000 exemplaires), puis Le Silence et la Colère en 2023. Le troisième volet des Années Glorieuses, intitulé Un avenir radieux a été publié le 21 janvier 2025. Son éditeur, Calmann-Lévy, vient d’annoncer la sortie du dernier tome de la tétralogie pour le 6 janvier 2026.
Avec 853 000 exemplaires vendus en 2023, il est le troisième auteur en France le plus lu.

### Opinions et engagements

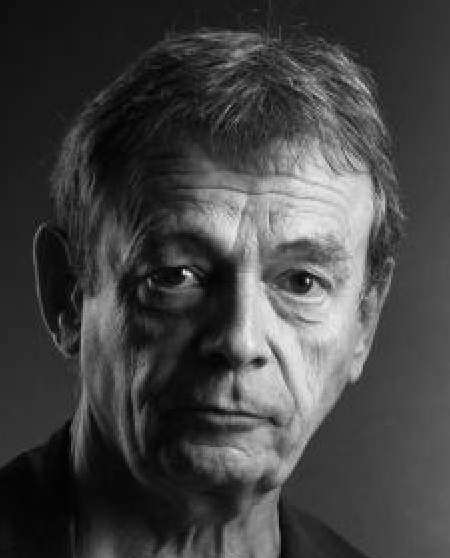
Pierre Lemaitre (2014).

Pierre Lemaitre soutient en 2012 Jean-Luc Mélenchon, candidat du Front de gauche à l'élection présidentielle.
En 2015, il devient ambassadeur du Secours populaire français. Il soutient la lutte de l'Observatoire international des prisons - section française (OIP-SF) en livrant notamment un texte intitulé « Une question de mots » au recueil collectif Passés par la case prison publié à La Découverte en 2014.
En mars 2022, il réitère son soutien à la candidature de Jean-Luc Mélenchon en vue de l'élection présidentielle.
En  2023, il s’engage, par un article dans L'Obs et dans le documentaire audio Une vie de Dys réalisé par Elvire Cassan, en faveur des enfants souffrant de « troubles dys » (troubles de l'apprentissage), reprochant une prise en charge selon lui insuffisante de ces troubles par l'Éducation nationale.

### SérieVerhœven
- Travail soigné, Paris, Éditions du Masque, coll. « Masque » no 2501, 2006  (ISBN 2-7024-3362-6) ; réédition, Paris, LGF, coll. « Le Livre de poche. Thrillers » no 31850, 2010  (ISBN 978-2-253-12738-3)
- Alex, Paris, Albin Michel, février 2011, 392 p.  (ISBN 978-2-226-21877-3) ; réédition, Paris, LGF, coll. « Le Livre de poche. Thrillers » no 32580, 2012  (ISBN 978-2-253-16644-3)
- Les Grands Moyens, feuilleton numérique comprenant le texte enregistré par l'auteur. SmartNovel, 2011  (ISBN 978-2-8202-0146-1) ; réédition revue par l'auteur sous le titre Rosy & John, Paris, LGF, coll. « Le Livre de poche. Thrillers », 2013, 141 p.  (ISBN 978-2-253-17595-7) (novelisation du feuilleton intitulé Les Grands Moyens)
- Sacrifices, Paris, Albin Michel, 2012  (ISBN 978-2-226-24428-4) ; réédition, LGF, coll. « Le Livre de poche. Thrillers » no 33212, 2014  (ISBN 978-2-253-17906-1)
- Verhoeven, tétralogie incluant : Travail soigné, Alex, Rosy & John, Sacrifices - préface inédite de l'auteur, Paris, LGF, coll. « Le Livre de poche. Thrillers » 2015, 1 191 p.  (ISBN 978-2-253-18950-3)

### TrilogieLes Enfants du désastre
1. Au revoir là-haut, Paris, Albin Michel, 2013, 566 p.  (ISBN 978-2-226-24967-8) ; réédition, Paris, LGF, coll. « Le Livre de poche » no 33655, 2015  (ISBN 978-2-253-09893-5) ; version audio lue par l'auteur, 2 disques compact audio (16 h), Audiolib, mars 2014  (ISBN 978-2-35641-701-5)
2. Couleurs de l'incendie, Paris, Albin Michel, 2018, 544 p.  (ISBN 978-2-226-39212-1) ; réédition, Paris, LGF, coll. « Le Livre de poche », 2019  (ISBN 978-2-253-10041-6) ; version audio lue par l'auteur, 2 disques compact audio (16 h 30 min), Audiolib, janvier 2018  (ISBN 978-2-36762-563-8)
3. Miroir de nos peines, Paris, Albin Michel, 2020, 544 p.  (ISBN 978-2-226-39207-7) ; version audio lue par l'auteur, 2 disques compact audio (16 h), Audiolib, janvier 2020

### TétralogieLes Années glorieuses
1. Le Grand Monde, Paris, Calmann-Lévy, 2022, 592 p.  (ISBN 978-2-702-18081-5)
2. Le Silence et la Colère, Paris, Calmann-Lévy, 592 p. janvier 2023  (ISBN 978-2-7021-8385-4) et  (ISBN 978-2-7021-8361-8)
3. Un avenir radieux, Paris, Calmann-Lévy, 21 janvier 2025  (ISBN 978-2702183625)
4. Les Belles Promesses, Paris, Calmann-Lévy, 6 janvier 2026[20]

### Autres romans
- Robe de marié, Paris Calmann-Lévy, coll. « Suspense », 2009  (ISBN 978-2-7021-3975-2)
- Cadres noirs, Paris Calmann-Lévy, 2010  (ISBN 978-2-7021-4070-3)
- Trois Jours et une vie, Paris Albin Michel, 2016, 240 p.  (ISBN 978-2-226-32573-0)
- Le Serpent majuscule, Éditions Albin Michel mai 2021.

### Adaptations en bande dessinée
- Les Enfants du désastre

1. Au revoir là-haut / scénario Pierre Lemaitre ; dessin Christian de Metter. Paris : Rue de Sèvres, octobre 2015, 168 p.  (ISBN 978-2-36981-199-2)
2. Couleurs de l'incendie / scénario et dessin Christian de Metter, d'après le roman de Pierre Lemaitre. Paris : Rue de Sèvres, janvier 2020, 162 p.  (ISBN 978-2-36981-500-6). Il existe une jaquette exclusive pour l'édition spéciale Fnac.

- Brigade Verhœven

1. Rosie / scénario Pascal Bertho ; dessin Yannick Corboz ; d'après le roman Rosy and John de Pierre Lemaitre. Paris : Rue de Sèvres, janvier 2018, 72 p.  (ISBN 978-2-36981-311-8)
2. Irène / scénario Pascal Bertho ; dessin Yannick Corboz ; d'après le roman Travail soigné de Pierre Lemaitre. Paris : Rue de Sèvres, mars 2019, 76 p.  (ISBN 978-2-36981-388-0)
3. Alex / scénario Pascal Bertho ; dessin Yannick Corboz ; d'après le roman Alex de Pierre Lemaitre. Paris : Rue de Sèvres, octobre 2021, 76 p.  (ISBN 978-2-36981-290-6)

- Cadres noirs

1. Avant (tome 1/3) / scénario Pascal Bertho ; dessin Giuseppe Liotti ; d'après le roman éponyme de Pierre Lemaitre. Paris : Rue de Sèvres, février 2022, 72 p.  (ISBN 978-2-36981-075-9)
2. Pendant (tome 2/3) scénario de pascal Bertho , dessin de Giuseppe Liotti d'après le roman de Pierre Lemaitre , Rue de Sèvres , 2023 ,72 p.  (ISBN 9782369810841)

### Chronologie
- 2006 : Travail soigné (série Camille Verhœven).
- 2009 : Robe de marié.
- 2010 : Cadres noirs.
- 2011 : Alex (série Camille Verhœven).
- 2011 : Travail soigné, roman numérique (série Camille Verhœven).
- 2012 : Sacrifices (série Camille Verhœven).
- 2013 : Au revoir là-haut (trilogie Les Enfants du désastre).
- 2013 : Rosy & John (série Camille Verhœven).
- 2016 : Trois jours et une vie.
- 2018 : Couleurs de l’incendie (trilogie Les Enfants du désastre).
- 2020 : Miroirs de nos peines (trilogie Les Enfants du désastre).
- 2021 : Le Serpent majuscule (écrit en 1985).
- 2022 : Le Grand Monde (tétralogie Les Années glorieuses).
- 2023 : Le Silence et la Colère (tétralogie Les Années glorieuses).
- 2025 : Un avenir radieux (tétralogie Les Années glorieuses).
- 2026 : Titre inconnu (tétralogie Les Années glorieuses).

### Autres
- Une initiative, nouvelle dans 13 à table ! 2015, Paris : Pocket no 16073, novembre 2014  (ISBN 978-2-266-25405-2).
- Les Événements de Péronne, nouvelle, in L'Autre siècle dirigé par Xavier Delacroix (Fayard, 2018).
- Dictionnaire amoureux du polar, (éditions Plon, 2020).

## Filmographie

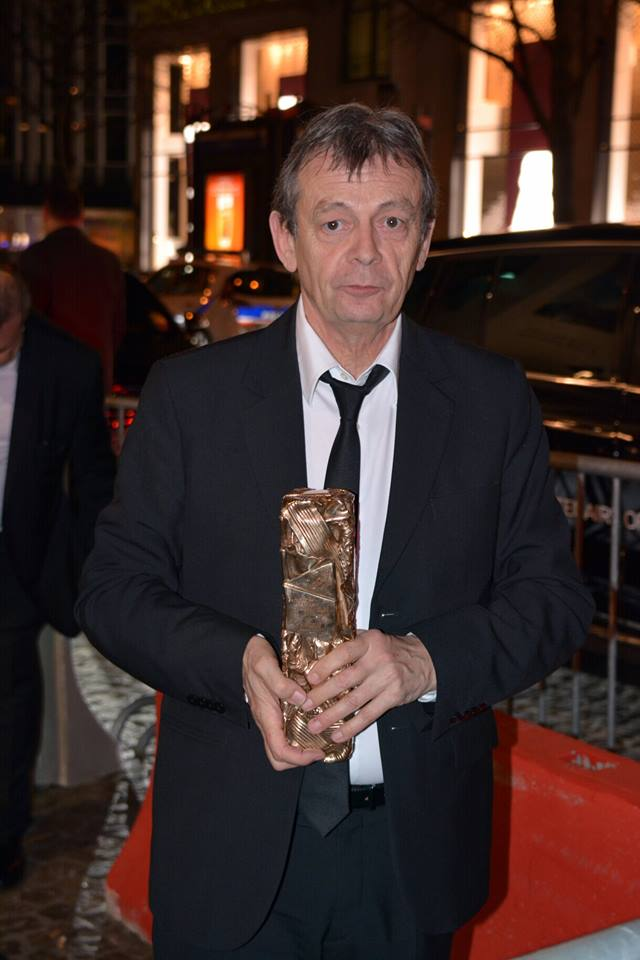
Cérémonie des César 2018.

### Cinéma
- 2014 : Alex, scénario : James B. Harris supervisé par l'auteur d'après son roman éponyme.
- 2017 : Au revoir là-haut, film réalisé par Albert Dupontel, avec Albert Dupontel, Laurent Lafitte, Nahuel Pérez Biscayart, Niels Arestrup, Émilie Dequenne et Mélanie Thierry.
- 2017 : Au secours, réalisation[29]
- 2019 : Trois Jours et une vie, scénario : Pierre Lemaitre et Perrine Margaine - Dialogues : Pierre Lemaitre - Réalisation Nicolas Boukhrief avec Pablo Pauly, Sandrine Bonnaire, Charles Berling, Philippe Torreton, sortie 18 septembre 2019, Mahi film[30]. Pierre Lemaitre joue le rôle du Procureur du roi.
- 2022 : Couleurs de l’incendie de Clovis Cornillac (d'après son propre roman)

### Télévision
- 2009 : Otages, 2 x 55 min – TF1
- 2009 : L'Homme aux deux visages, 52 min — série « Marion Mazzano », France 2
- 2010 : Marché de dupes, 90 min — série « Boulevard du Palais », France 2
- 2012 : L'Affaire Vauthier, 52 min — série « Injustices », TF1
- 2018 : Dérapages - mini-série de 6 × 52 min, diffusion avril 2020, ARTE, d'après son roman Cadres noirs

## Récompenses et distinctions
- Travail soigné :
  - Prix du premier roman du festival de Cognac, 2006
  - Nommé au CWA Daggers International 2014[31]
- Robe de marié :
  - Prix des lectrices Confidentielles, 2009
  - Prix Sang d'encre et Prix des lecteurs Goutte de Sang d'encre, Vienne, 2009
  - Prix du polar francophone de Montigny-lès-Cormeilles, 2009
  - Premio Best Novel Valencia Negra, 2015[32]
- Cadres noirs :
  - Prix Le Point du polar européen, 2010[33]
- Alex :
  - Prix des lecteurs policier du Livre de poche, 2012
  - CWA International Dagger, 2013
- Au revoir là-haut
  - Prix des libraires de Nancy – Le Point, 2013
  - Roman français préféré des libraires à la rentrée, 2013[34]
  - Meilleur roman français 2013 décerné par le magazine Lire[35]
  - Prix Goncourt 2013[12]
  - Prix du roman France-Télévisions 2013[36]
  - Goncourt des étudiants de Serbie 2013[37]
  - Coup de cœur 2014 de l'Académie Charles Cros pour l'enregistrement audio[38]
  - Sélection finale pour le Prix Audiolib 2014 pour l'enregistrement audio lu par Lemaitre lui-même[39] (lauréat du prix : L'Extraordinaire Voyage du fakir qui était resté coincé dans une armoire Ikea de Romain Puértolas lu par Dominique Pinon[40])
  - Prix Tulipe du meilleur roman français 2014[41]
  - Premio Letterario Internazionale Raffaelo Brignetti 2014[42]
  - CWA International Dagger 2016 dans sa traduction anglaise publiée sous le titre The Great Swindle[43]
  - César 2018 de la meilleure adaptation avec Albert Dupontel
- Couleurs de l’incendie :
  - Coup de cœur parole enregistrée et documents sonores 2018 de l’Académie Charles-Cros[44]
- Sacrifices :
  - CWA International Dagger, 2015, dans sa traduction anglaise publiée sous le titre Camille[45]
- Rosy & John :
  - Prix Attrap'cœur 2016[46]
  - Big Caliber Award du 13e International Crime and Mystery Festival de Wrocław pour l'ensemble de son œuvre[47]
- Dictionnaire amoureux du polar
  - Prix Maurice Renaut 2021